# Аракул
Аракул —  село в Рутульском районе Республики Дагестан Российской Федерации. Образует сельское поселение село Аракул как единственный населённый пункт в его составе.

## Этимология
Официальное названия села Аракул (Аракъур) означает место среди пашни («Ара» — середина, а «къур» — пашня), слово «ара» заимствовано из тюркского. Лакское название села «Дюкъул» (Дя-къур), что означает «середина пашни» на лакском языке, так что оба названия имеют одинаковое значение.
Название села Аракул в исторической литературе и документах встречается по-разному: Дукъкъи, Дукни, Дуклиб, Деккюль, Арахкул, Харакул (Х1аракул), Аракуль, Аракул и Дюкъул.

## История
Село Аракул возникло на рутульской территории в XVIII веке..
В селении найдены эпиграфические памятники куфического характера. В стене аракульской сельской мечети был обнаружен камень с надписью на арабском языке в стиле «нисба». Профессор Амри Шихсаидов писал, что этот текст характерен XII—XIII векам. В 1952 году этнографом Леонидом Лавровым были найдены изображения крестов, сопровождаемые мусульманскими датами, соответствующими 751—752, 1165—1166 и 1213—1214 годам григорианского летоисчисления. По мнению Лаврова, эти изображения свидетельствуют о том, что и после появления арабов в VII веке часть местного населения продолжала исповедовать христианство.
Во время переписи населения в России в 1886 года в Аракуле проживало 532 человека.
Село Аракул, как и соседние Верхний и Нижний Катрух входило в рутульский Ихрекский магал.

## Население
| 1895 | 1926 | 1939 | 1970 | 1989 | 2002 | 2010 |
| ---- | ---- | ---- | ---- | ---- | ---- | ---- |
| 554  | ↘481 | ↗578 | ↗634 | ↘451 | ↗462 | ↘423 |
| 2012 | 2013 | 2014 | 2015 | 2016 | 2017 | 2018 |
| ↘403 | ↘391 | ↘385 | ↘384 | ↘376 | ↘373 | ↘360 |
| 2019 | 2020 | 2021 | 2023 | 2024 | 2025 |      |
| ↘347 | ↗351 | ↗386 | ↗387 | ↘376 | ↘375 |      |

Аракульцы делятся на 15 тухумов (семейств). Это –1. Азихул, которые делятся на следующие сихилы (ветви) – Х1адисхул, Бах1арчихул, Султан-Мах1адхул, 2. Аьлехул – Оьмарихул, Кьурбанхул, Исмаилхул, Х1амзатхул, 3.Жюмехул – Алхасхул, Хантрахул, Х1асанхул, Нураттинхул, Рамазанхул, Оьмархул., 4.Жабайхул – Шубушхъул, Х1ампехул, Аьлижанхул, 5.Исахул – Самарохул, Исахул, Ширинбагхул, Кичибагхул, Шихамир-хул,  Х1ажиявхул, Хан-Мах1аммадхул, Абакархул ва м.ц. 6. Х1анза-Мах1ранхул – Макьсудхул, Ахадехул, Шамххалехул, Мажидхул, Авчихул, Рамазанхул, 7. Хъун-Рамазанхул – Жагухул, Амирханхул, Билихул, Дибирхул, Мят1ехул, Мансурхул, 8. Къячехул – Бабахул, Аьлихул, Раджабхул, 9.Абу-Бакархул – Мах1мудхул , Аьлихул, Ибрагьимхул, 10. Х1ажиханхул, 11. Хъасехул – Ибехул, К1урехул, Тархъанхул, 12. Рустамхул – Багегъахул, Т1алх1атхул, Х1абибуллагьхул, Жамалуттинхул, 13 Ккуккухул, 14. Хюжалихул (Къужа-Аьлихул) - Жалалхул, Исрапилхул, 15. Маллехул-Рамазанхул.

## Галерея

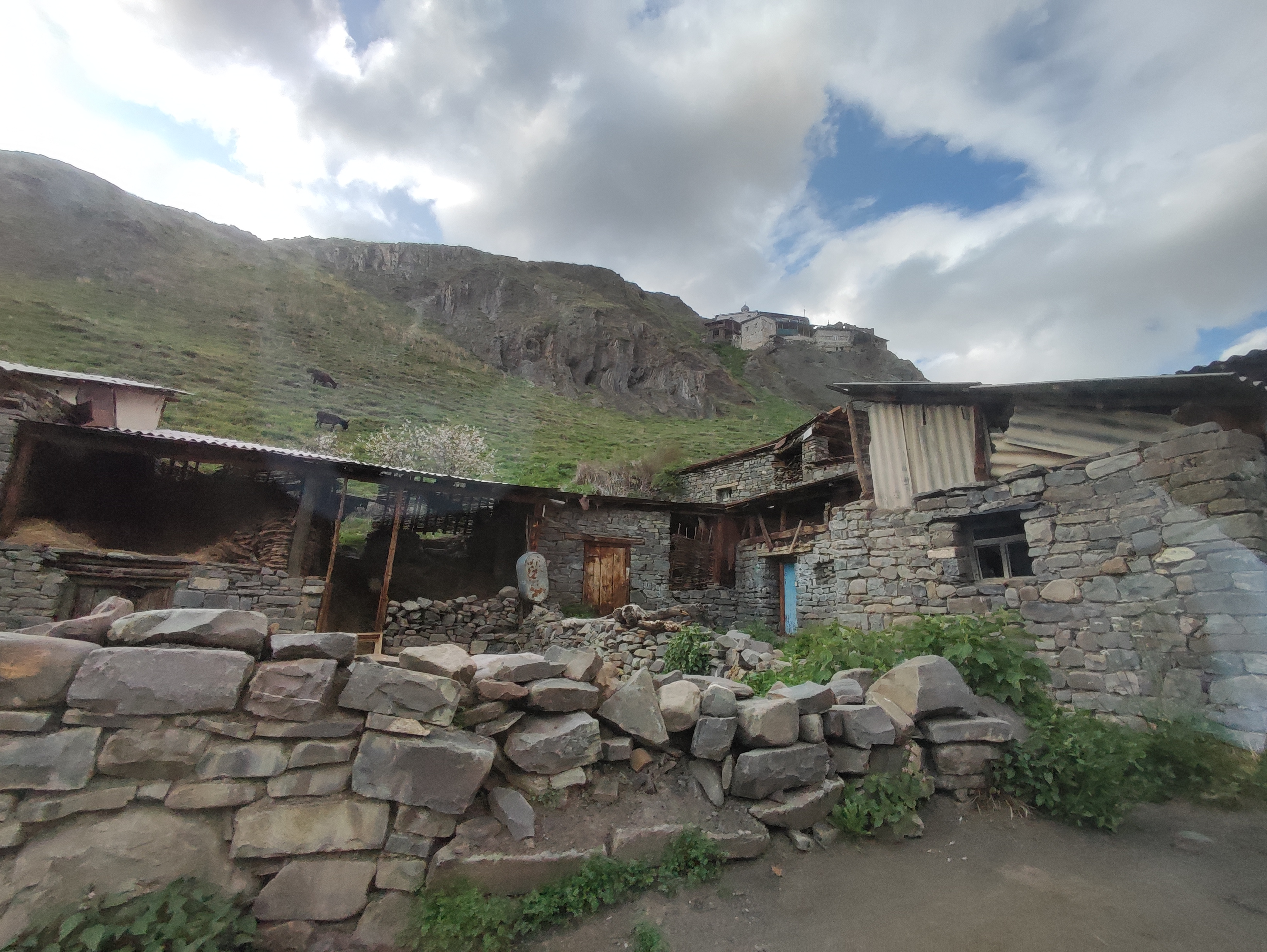
Улица Аракула
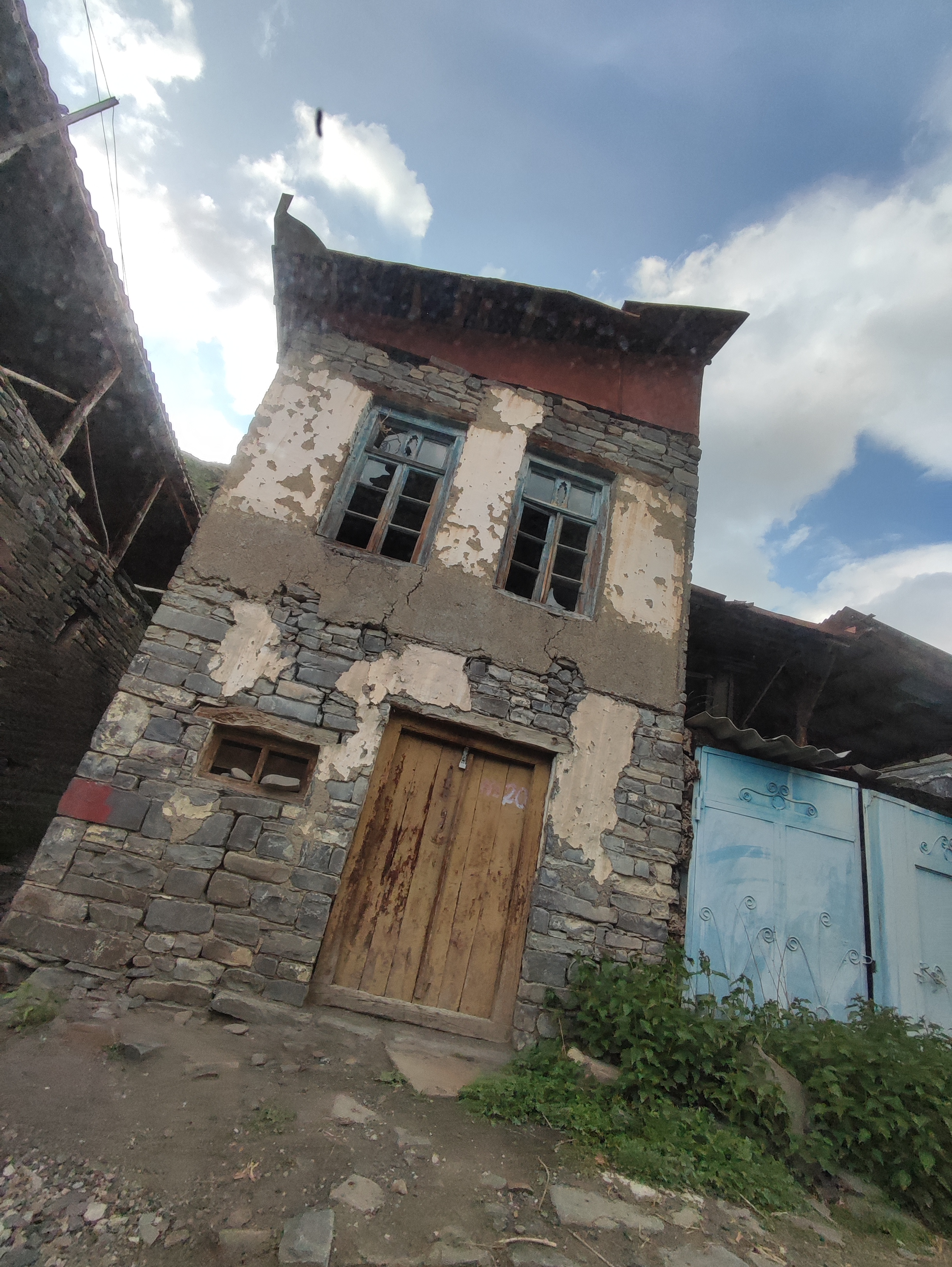
Дом в Аракуле
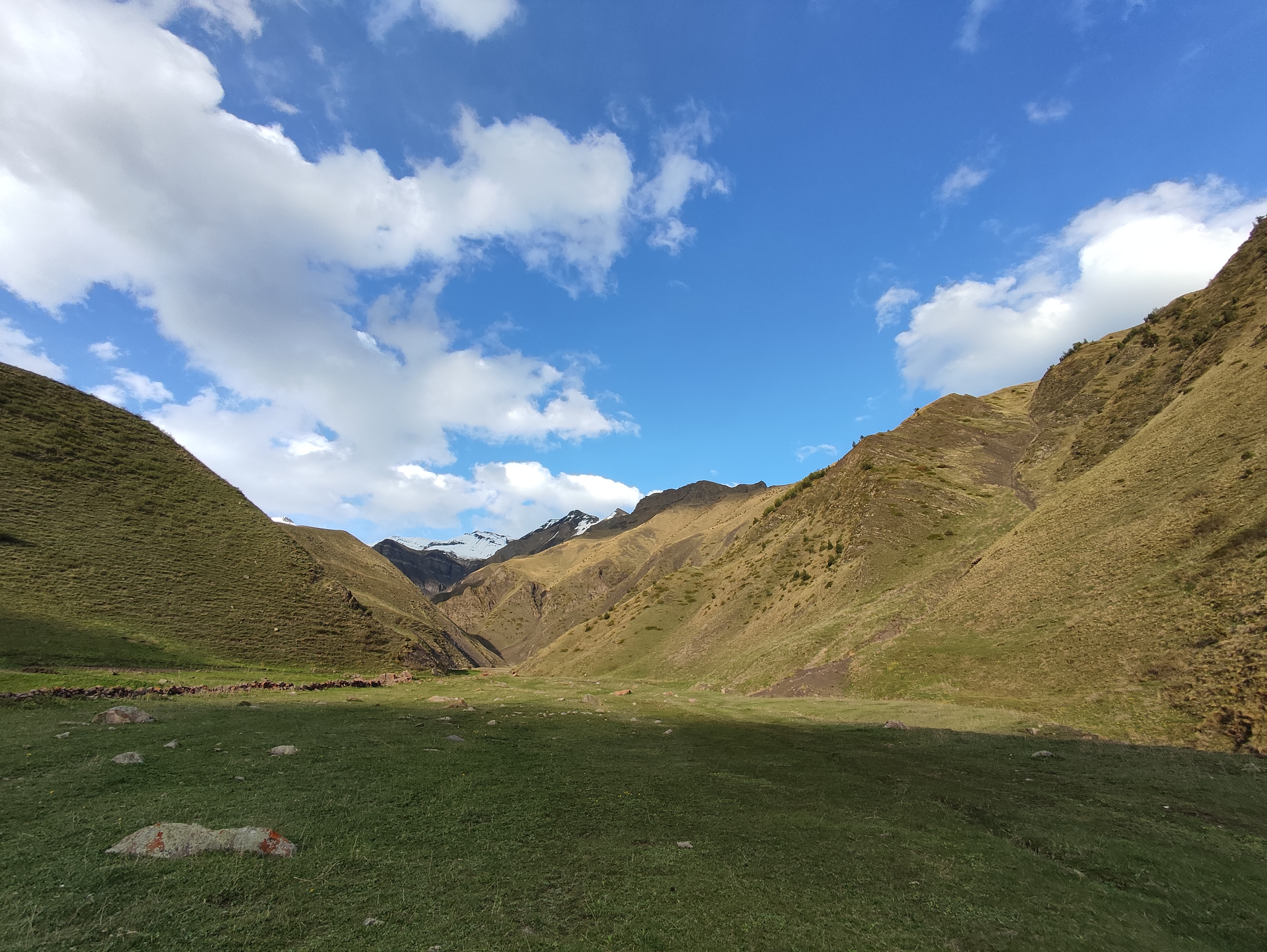
Долина реки Этаных на границе Аракула